# Dennis Talbot
Dennis Alan Talbot (ur. 18 kwietnia 1954 w Rylstone) – australijski bokser, olimpijczyk.
Reprezentował Australię w boksie na Letnich Igrzyskach Olimpijskich 1972, które odbyły się w Monachium, zajmując 9. miejsce.